# Заслужено јутро
„Заслужено јутро” је југословенски ТВ филм из 1973. године. Режирао га је Урош Ковачевић а сценарио је написао Душан Анђић.

## Улоге
| Глумац               | Улога |
| -------------------- | ----- |
| Руди Алвађ           |       |
| Ранко Гучевац        |       |
| Урош Крављача        |       |
| Вера Миловановић     |       |
| Хранислав Рашић      |       |
| Зијах Соколовић      |       |
| Слободан Велимировић |       |
| Звонко Зрнчић        |       |